# Troféu Cidade de Palma de Mallorca
O Troféu Cidade de Palma é um tradicional torneio de verão de futebol disputado desde 1969, com algumas interrupções, sempre na cidade de Palma de Mallorca, na ilha de Mallorca, (Espanha).
Já foi disputado em forma de quadrangular e de triangular, mas atualmente é disputado em uma partida única entre o anfitrão Real Mallorca e um clube convidado.

## Campeões
| Ano           | Campeão              | Vice-campeão        | Placar da Final    | 3º Lugar           | 4º Lugar               |
| ------------- | -------------------- | ------------------- | ------------------ | ------------------ | ---------------------- |
| 1969          | Barcelona            | Standard de Liège   | 1-0                | Real Mallorca      | Hamburgo               |
| 1970          | CSKA Sofia           | Colônia             | 2-1                | Atlético de Madrid | Tottenham              |
| 1971          | CSKA Sofia           | Barcelona           | 2-1                | Real Mallorca      | Athletic de Bilbao     |
| 1972          | Budapest XI          | Eintracht Frankfurt | 1-0                | Espanyol           | Real Mallorca          |
| 1973          | Spartak de Moscou    | CSKA Sofia          | 3-2                | Espanyol           | Real Mallorca          |
| 1974          | Barcelona            | Stal Mielec         | 2-1                | Real Mallorca      | Áustria de Viena       |
| 1975          | Real Madrid          | Espanyol            | 0-0 (pênaltis)     | CSKA Sofia         | Dínamo de Bucareste    |
| 1976          | Spartak de Moscou    | Barcelona           | 2-2 (triangular)   | Queen´s Park       | -                      |
| 1977          | Real Betis           | West Ham            | 0-0 (pênaltis)     | JS Kabylie         | Real Mallorca          |
| 1978 Detalhes | Flamengo             | Real Madrid         | 2-1                | Rayo Vallecano     | RWD Molenbeek          |
| 1979          | Barcelona            | Vasco da Gama       | 0-0 (pênaltis 3-2) | Royal Antuérpia    | Honvéd                 |
| 1980          | Real Madrid          | Real Sociedad       | 1-0                | Bohemians de Praga | Belenenses             |
| 1981          | Barcelona            | Real Mallorca       | 4-1                | Valência           | Boavista               |
| 1982          | Paris SG             | Slovan Bratislava   | 3-0                | Real Mallorca      | Espanyol               |
| 1983          | Real Madrid          | Real Mallorca       | 3-2                | Brighton           | Vasas                  |
| 1984          | Universidad Católica | Barcelona           | 3-2                | Real Mallorca      | Watford                |
| 1985 Detalhes | Grêmio               | Barcelona           | 1-0                | Real Mallorca      | Real Sporting de Gijón |
| 1986          | Barcelona            | Real Mallorca       | 2-1                | Cruzeiro           | Nacional               |
| 1987          | Real Mallorca        | Internacional       | 1-0                | -                  | -                      |
| 1988 Detalhes | Botafogo             | Barcelona           | 1-0                | Real Mallorca      | Boca Juniors           |
| 1989          | Fortuna Düsseldorf   | Barcelona           | 2-1                | CSKA Sofia         | Real Mallorca          |
| 1990          | Real Madrid          | Real Mallorca       | 1-0                | CSKA Moscou        | Legia Warszawa         |
| 1991          | Real Mallorca        | Barcelona           | 3-1                | -                  | -                      |
| 1992          | Real Mallorca        | Barcelona           | 5-0                | -                  | -                      |
| 1993          | Valência             | Real Mallorca       | 5-1                | -                  | -                      |
| 1994          | Real Mallorca        | Sparta Rotterdam    | 0-0                | -                  | -                      |
| 1995          | Vasco da Gama        | Real Mallorca       | 2-0                | Barcelona          | Real Betis             |
| 1996          | Atlético de Madrid   | Barcelona           | 1-0                | Sporting de Gijón  | Real Mallorca          |
| 1997          | Real Mallorca        | Flamengo            | 2-0                | Real Madrid        | Vitória-BA             |
| 1998          | Bayer Leverkusen     | Real Mallorca       | 3-1                | -                  | -                      |
| 1999 - 2004   | Não disputado        | Não disputado       | Não disputado      | Não disputado      | Não disputado          |
| 2005          | Hertha Berlim        | Real Mallorca       | 3-2                | -                  | -                      |
| 2006          | Inter de Milão       | Real Mallorca       | 1-0                | -                  | -                      |
| 2007          | Real Mallorca        | Bayern de Munique   | 3-0                | -                  | -                      |
| 2008          | PSV Eindhoven        | Real Mallorca       | 1-1 (pênaltis 5-3) | -                  | -                      |
| 2009          | Não disputado        | Não disputado       | Não disputado      | Não disputado      | Não disputado          |
| 2010          | Real Mallorca        | Atlético de Madrid  | 3-2                | -                  | -                      |
| 2011          | Napoli               | Real Mallorca       | 1-0                | -                  | -                      |
| 2012          | Hamburgo             | Real Mallorca       | 1-0                | -                  | -                      |
| 2013          | Recreativo de Huelva | Real Mallorca       | 2-2 (pênaltis 5-4) | -                  | -                      |
| 2014          | Real Mallorca        | Getafe              | 2-1                | -                  | -                      |
| 2015          | Levante              | Real Mallorca       | 1-0                | -                  | -                      |
| 2016          | Granada              | Real Mallorca       | 3-2                | -                  | -                      |
| 2017          | Real Mallorca        | Sevilla Atlético    | -                  | -                  | -                      |
| 2018          | Real Mallorca        | Alcorcón            | -                  | -                  | -                      |
| 2019          | Levante              | Real Mallorca       | -                  | -                  | -                      |

1. ↑  «Quando éramos reis: relembre 35 vezes em que clubes brasileiros foram campeões na Europa». ge.globo. 31 de agosto de 2019
2. ↑  «Há 42 anos, Flamengo vencia o Real Madrid na final do Torneio de Mallorca com oito jogadores em campo». ge.globo. 19 de agosto de 2020
3. ↑  «Bandeirinha rouba o Vasco, que perde pênalti». Jornal dos Sports, Ed.15261, p3. 19 de agosto de 1979
4. ↑  «Vasco dá show na Espanha. 3 a 0 no Honvéd». Jornal dos Sports, Ed.15260, p5. 18 de agosto de 1979
5. ↑  «Troféu Palma de Mallorca - 1985». Site Oficial do Grêmio. Consultado em 15 de abril de 2025
6. ↑  «Esse dia foi fogo: Botafogo 1×0 Barcelona, a 'porteira quebrada' para o fim do jejum de títulos». FogãoNET. 10 de maio de 2020
7. ↑  «Vasco vence e é campeão na Espanha». Jornal dos Sports, Ed.20927, p12. 13 de agosto de 1995
8. ↑  «Vitória disputa torneio em Mallorca». Folha de S.Paulo. 14 de agosto de 1997